# Ле-Баркарес
Ле-Баркарес (фр. Le Barcarès) насеље је и општина у јужној Француској у региону Лангдок-Русијон, у департману Источни Пиринеји која припада префектури Перпињан.
По подацима из 2011. године у општини је живело 4.108 становника, а густина насељености је износила 352,62 становника/km². Општина се простире на површини од 11,65 km². Налази се на средњој надморској висини од 1 метар (максималној 4 m, а минималној 0 m).

## Демографија
| 1962. | 1968. | 1975. | 1982. | 1990. | 1999. | 2011. |
| ----- | ----- | ----- | ----- | ----- | ----- | ----- |
| 775   | 1.197 | 1.347 | 2.208 | 2.422 | 3.514 | 4.108 |

График промене броја становника у току последњих година